# Șendrulești, Argeș
Șendrulești este un sat în comuna Cepari din județul Argeș, Muntenia, România.